# RoboCup Junior

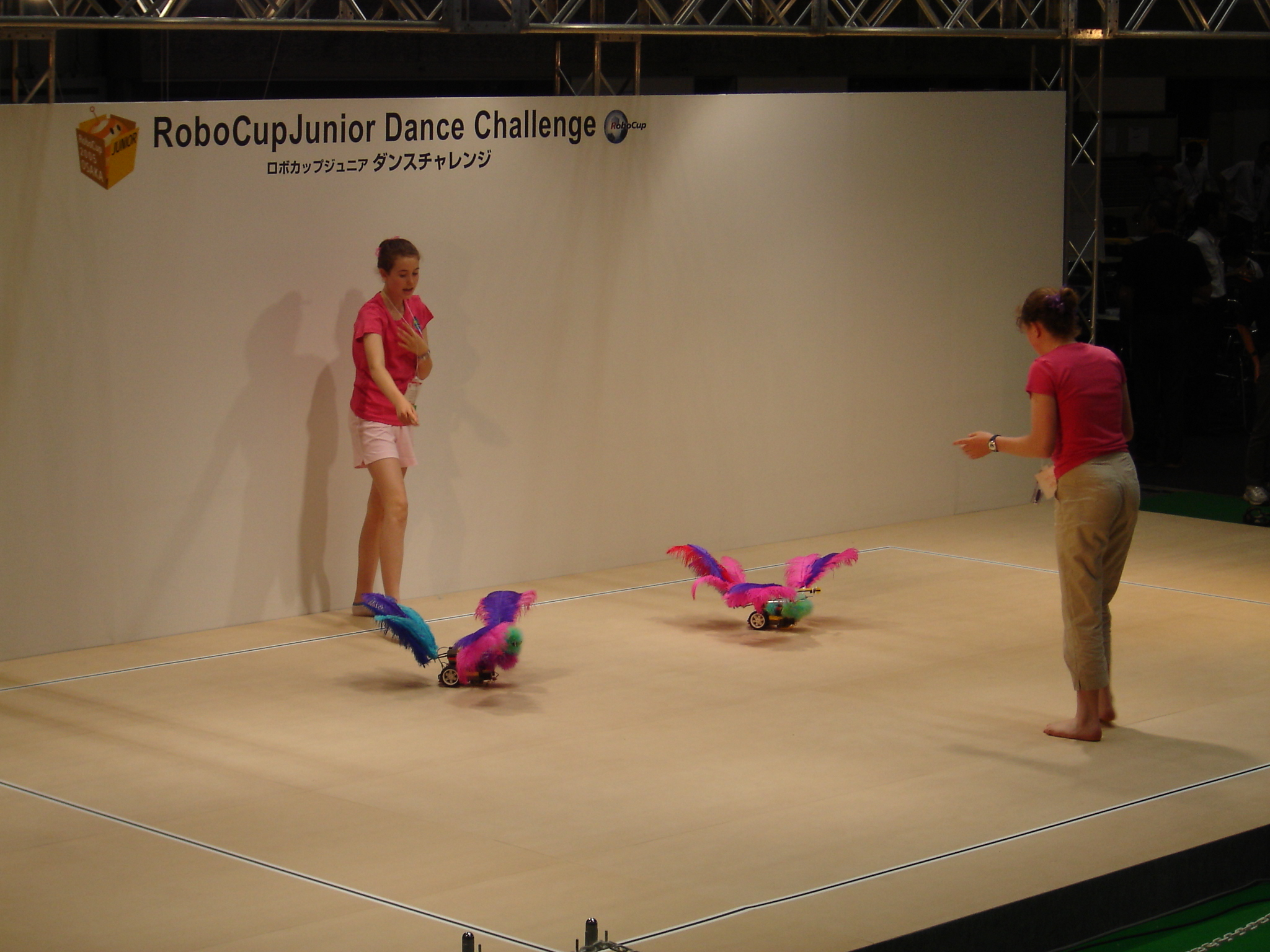
Rozgrywki taneczne podczas RoboCup Junior

RoboCup Junior – część międzynarodowych rozgrywek robotów RoboCup przeznaczona dla młodzieży szkolnej (zazwyczaj dla osób poniżej 18 roku życia).
Początki tej części rozgrywek sięgają 1998 roku, kiedy to podczas rozgrywek w Paryżu we Francji zorganizowano pokaz robotów wykonanych przez młodzież. W 1999 w Sztokholmie odbyły się międzynarodowe warsztaty. Pierwsza oficjalna edycja RoboCup Junior odbyła się rok później w Melbourne w Australii.
Duża część robotów wykonywana jest na bazie Lego Mindstorms.